# Maira Mora
Maira Mora – łotewska dyplomatka, tłumaczka, ambasador Łotwy na Litwie i Białorusi, od 2011 do 2015 szefowa delegacji Unii Europejskiej w Mińsku, obecnie dyrektor generalna stałego sekretariatu Rady Państw Morza Bałtyckiego w Sztokholmie. 

## Życiorys
W 1992 podjęła pracę w Ministerstwie Spraw Zagranicznych Republiki Łotewskiej. Brała udział w negocjacjach nad opuszczeniem Łotwy przez wojska rosyjskie, pracowała także w delegacji łotewskiej do Organizacji Bezpieczeństwa i Współpracy w Europie.
W latach 2000–2004 sprawowała funkcję ambasadora Łotwy na Litwie, następnie zaś na Białorusi. 20 września 2011 stanęła na czele delegacji Unii Europejskiej na Białorusi, składając listy uwierzytelniające na ręce prezydenta Aleksandra Łukaszenki. Swoją funkcję sprawowała do 2015. We wrześniu 2016 objęła urząd dyrektor generalnej stałego sekretariatu Rady Państw Morza Bałtyckiego w Sztokholmie. 
Posługuje się m.in. językami angielskim i białoruskim. Była tłumaczką książki Henry Kissingera "Dyplomacy" na język łotewski (Diplomātija). Wraz z Jānisem Zīdersem przełożyła także "Europe: A history" Normana Daviesa (Eiropas vēsture).
Posiada litewskie i austriackie odznaczenia państwowe.

## Źródła
- Profil na stronie Rady Państw Morza Bałtyckiego. cbss.org. [zarchiwizowane z tego adresu (2020-05-19)]. (ang.)